# 营州 (昌黎)
营州，五代十国、辽朝、金朝时设置的州。
位于辽西今朝阳市一带的营州，在唐朝末期被奚族占据。至迟于913年之前，营州侨置在昌黎县。最晚刘守光燕国已经设置营州，下辖广宁县（今河北省昌黎县）。李存勖灭刘守光，营州属晋国。辽太祖天赞二年（923年）契丹国夺得营州，设邻海军。宋徽宗宣和五年（金太祖天辅七年，1123年）宋金联合灭辽，金国将燕京交给北宋。张觉将平州、营州献给宋朝，被金朝夺回。金熙宗皇统二年（1142年）废除营州，广宁县改属平州。 